# 鱸亞科
鱸亞科，是條鰭魚綱鱸形目鱸科下的一個亞科。

## 分類
本亞科屬於鱸科，目前有4個屬：
- 晶鱸屬 Crystallaria Jordan & Gilbert, 1885
- 梅花鱸屬 Gymnocephalus Bloch, 1793
- 鱸屬 Perca Linnaeus, 1758
- 腔鱸屬 Percarina Nordmann, 1840